# Фредерік Вілок
Фредерік Мелвін Вілок (англ. Frederic Melvin Wheelock, 19 вересня 1902 — 29 жовтня 1987) — американський професор латинської мови, відомий як автор підручника «Латина Вілока».

## Біографія
Народився у сім'ї Франкліна М. та Етти Р. (уродженої Голдтвайт) Вілок.
У 1925 році з відзнакою закінчив Гарвардський університет, пізніше в цьому ж університеті здобув ступені магістра та доктора наук.
Викладав у Гаверфордському коледжі, Гарвардському університеті, Сіті-коледжі (Нью-Йорк), Бруклінському коледжі, Казеновійському молодшому коледжі (де обіймав посаду декана), Дарроуській школі для хлопчиків, Університеті Толідо та Флоридському пресвітеріанському коледжі.

## Особисте життя
14 серпня 1937 року одружився з Дороті Елізабет Ретбоун (1909—1990), дочкою Джеймса Колберна Ретбоуна (1881—1983) та Лілліан Форд Рейнольдс (1883 — близько 1952). Його двоє дітей — Марта Еллен Вілок і Дебора Вілок Тейлор. Прадідом Фредеріка у сьомому коліні по батьківській лінії був Ральф Вілок (1600—1683), знаний як перший вчитель загальноосвітньої школи в Америці.

## Праці
Написав зокрема такі книги:
- «Латина Вілока»[4]
- «Латинська хрестоматія Вілока»